# جيمس دالي تود
جيمس دالي تود (بالإنجليزية: James Dale Todd)‏ هو محامي وقاضي أمريكي، ولد في 29 مايو 1943 في سكوتس هيل في الولايات المتحدة.